# Biserica de lemn „Cuvioasa Paraschiva” din Arad
Biserica de lemn „Cuvioasa Paraschiva” din Arad este un monument istoric aflat pe teritoriul municipiului Arad. În Repertoriul Arheologic Național, monumentul apare cu codul 9271.
Biserica de lemn ridicată la 1724 alcătuită din pronaos naos și altar, păstrează pictura tâmplei, deosebit de valoroasă pentru arta secolului XVIII. Zugravul este anonim. Anul edificării monumentului, 1724, a fost luat din pragul intrării.